# Никола Сатиев
Никола (Коле) Сатиев или Сатнов, наричан Църничкото, е български революционер, войвода на Вътрешната македоно-одринска революционна организация.

## Биография
Сатиев е роден в 1880 година в кукушкото село Гавалянци, тогава в Османската империя, днес Валтуди, Гърция. Влиза във ВМОРО и става трансграничен куриер на организацията. По-късно става нелегален четник при Христо Чернопеев и Кръстьо Асенов. Участва в Илинденско-Преображенското въстание в 1903 година и е тежко ранен в боя при Саръгьол. От 1905 до Младотурската революция в 1908 година отново е нелегален. След промяната на политиката на младотурското правителство към ликвидиране на националните организации и налагане на османизма и възстановяването на революционната организация Сатиев става кукушки войвода.
При избухването на Балканската война в 1912 година Сатиев е доброволец в Македоно-одринското опълчение и служи в Кукушката чета. През Междусъюзническата война е в Сборната партизанска рота на МОО.
След окупацията на Егейска Македония от Гърция Сатиев отново е войвода на ВМОРО.
Умира в Горна Джумая след 1918 г.